# 魏恩施特拉瑟地区福斯特
魏恩施特拉瑟地区福斯特是德国莱茵兰-普法尔茨州的一个市镇。总面积3.59平方公里，总人口826人，其中男性406人，女性420人（2011年12月31日），人口密度230人/平方公里。